# Поремба (Малопольське воєводство)
Поремба (пол. Poręba) — село в Польщі, у гміні Мислениці Мисленицького повіту Малопольського воєводства.
Населення — 1168 осіб (2011).
У 1975-1998 роках село належало до Краківського воєводства.

## Демографія
Демографічна структура станом на 31 березня 2011 року:
|          | Загалом | Допрацездатний вік | Працездатний вік | Постпрацездатний вік |
| -------- | ------- | ------------------ | ---------------- | -------------------- |
| Чоловіки | 574     | 128                | 414              | 32                   |
| Жінки    | 594     | 128                | 363              | 103                  |
| Разом    | 1168    | 256                | 777              | 135                  |